# Jacques Francœur
Pour les articles homonymes, voir Francœur.
Jacques Gervais Francœur (Montréal, 15 mai 1925 - Montréal, 24 juillet 2005) était un homme d'affaires et un journaliste québécois. Il est surtout connu en tant que propriétaire du groupe de presse Unimédia. Il était le fils de Louis Francœur.

## Biographie
Il a débuté en journalisme à 16 ans pour le compte du quotidien La Patrie. Il a par la suite travaillé pour le Montreal Daily Star et The Gazette. 
Il a fondé le journal le Dimanche-Matin. Par après, durant quelques années, il s'est associé à l'homme d'affaires Paul Desmarais pour mettre sur pied le groupe de journaux Trans-Canada. Vers la fin des années 1960, il s'est porté acquéreur des hebdomadaires Le Petit Journal, le Photo Journal et La Patrie, dont il a fermé les portes en septembre 1977. 
En 1973, il fonde Unimédia, qui deviendra un conglomérat d'édition comptant 2 000 employés et quatre imprimeries. On y retrouve un hebdomadaire et deux quotidiens : Le Droit à Ottawa, Le Soleil à Québec et Le Quotidien à Chicoutimi. 
À la suite de la vente d'Unimédia en 1987 à l'homme d'affaires Conrad Black, il a lancé l'une des principales fondations privées au Québec (Fondation Jacques Francoeur), laquelle vient en aide aux organismes consacrés aux démunis.
Jacques Francoeur a reçu quelques distinctions au courant sa vie. En 1985, l'Université d'Ottawa lui a décerné un doctorat Honoris Causa en Commerce. En 1995, l'Université Concordia lui a décerné un doctorat Honoris Causa en Droit.
Après son décès en 2005, il a été enterré au Cimetière Notre-Dame-des-Neiges, à Montréal.